# Erinnerungsmedaille für die Verteidigung der Slowakei

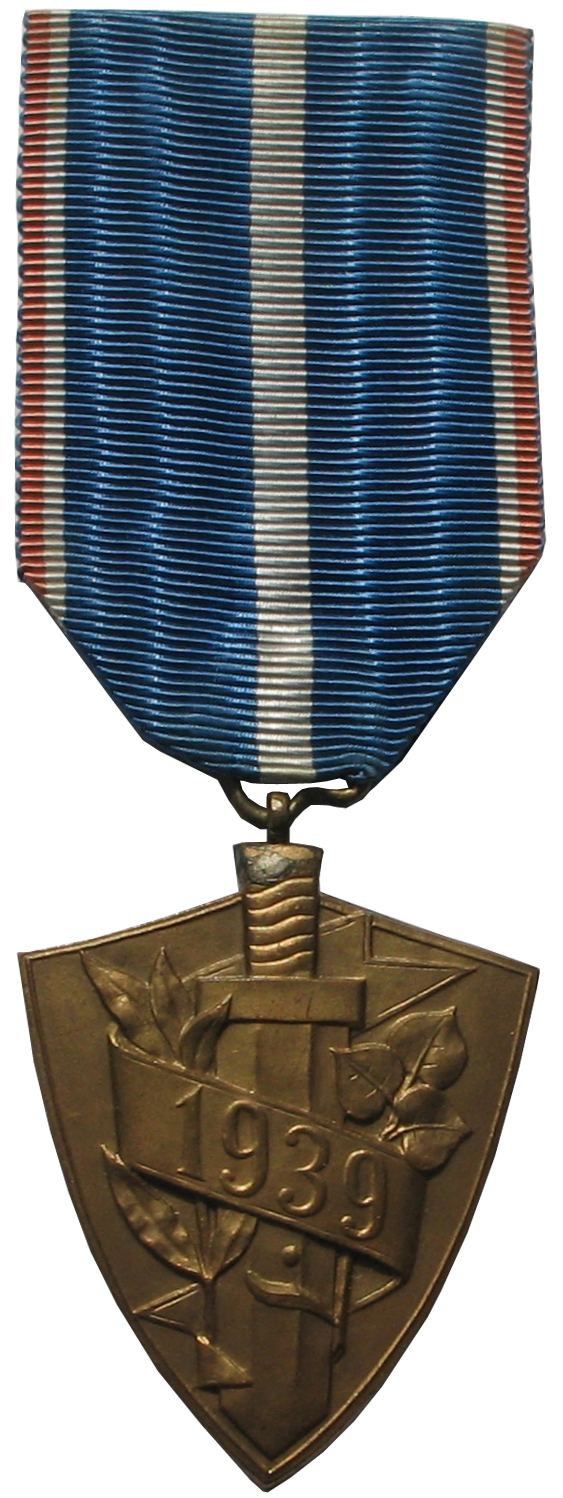
Erinnerungsmedaille für die Verteidigung der Slowakei

Die Erinnerungsmedaille für die Verteidigung der Slowakei (sk. Medaila za obranu Slovenska) wurde 1939 durch den Präsidenten der 1. Republik Jozef Tiso gestiftet und war eine Erinnerungsmedaille zu Ehren der Landesverteidigung, die es in zwei Arten gab.

## Aussehen
Das Avers der schildförmigen bronzenen Medaille zeigt mittig ein erhaben geprägtes Schwert, das von einem Bande mit der Aufschrift 1939 umwickelt ist. Ebenfalls vom Bande umschlungen ist ein vom Schwert links liegendes Lorbeerblatt und rechts liegendes Lindenblatt. 
Das Revers der Medaille gab es in zwei Ausführungen, die sich jedoch nur anhand der dort befindlichen Inschrift unterscheiden. Zum einen gab es die Medaille zur Erinnerung an:
- die Kämpfe gegen Ungarn mit der slowakischen Inschrift V marci 1939 (Im März 1939) sowie die
- die Septemberkämpfe 1939 ebenfalls in der slowakischen Inschrift Javorina Drava.

## Trageweise
Getragen wurde die Medaille an der linken Brustseite an einem Ordensband in den slowakischen Nationalfarben.